# Кјеза Векија Ђу (Гросето)
Кјеза Векија Ђу (итал. Chiesa Vecchia Giù) је насеље у Италији у округу Гросето, региону Тоскана.
Према процени из 2011. у насељу је живело 36 становника. Насеље се налази на надморској висини од 497 м.